# 佛蒙特 (伊利諾伊州)
佛蒙特（英語：Vermont）是位於美國伊利諾伊州富爾頓縣的一個村落。

## 地理
佛蒙特的座標為40°17′42″N 90°25′38″W / 40.29500°N 90.42722°W，而該地最高點為海拔高度212米（即696英尺）。

## 人口
根據2010年美國人口普查的數據，佛蒙特的面積為3.26平方千米，當中陸地面積為3.26平方千米，而水域面積為0.00平方千米。當地共有人口667人，而人口密度為每平方千米204人。